# Toi8
Toi Hachi, ook bekend als Toi8 (Kumamoto, 8 oktober 1976) is een Japanse illustrator en ontwerper die vooral bekend stond om zijn werk aan anime zoals .hack // The Movie en computerspellen zoals Tokyo Mirage Sessions ♯FE.

## Biografie
Toi8 werd geboren in Kumamoto op 8 oktober 1976. Hij studeerde af aan het Yoyogi Animation College. Hoewel hij ongeveer twee jaar als anime-illustrator werkte, stopte hij na ongeveer een jaar met zijn bedrijf. Sinds hij gefascineerd raakte door zijn oorspronkelijke tekeningen, werd hij een freelance illustrator. Hij debuteerde bij "Fancy Tokyo Hundred Scenery", gepubliceerd in 2002. De oorsprong van zijn pseudoniem is afkomstig van zijn verjaardag: 8 oktober. Daarvoor gebruikte hij het pseudoniem "Q8".

## Werken
- Makai senki Deisugaia 2 (2006), illustrator
- Hagane no renkinjutsushi (2009-2010), ontwerp
- No. 6 (2011), karakter- en conceptontwerp
- Dotto hakku: Sekai no mukou ni (2012), karakterontwerp
- I Am Setsuna (2016), karakterontwerp
- Tokyo Mirage Sessions ♯FE (2016), karakterontwerp